# Острів Святого Лаврентія
О́стрів Свято́го Лавре́нтія (Сент-Ло́уренс, англ. Saint Lawrence) — острів у Беринговому морі Тихого океану, в південній частині Берингової протоки, за 80 км від півострова Чукотка (мис Чапліна). Адміністративно є частиною штату Аляска, хоча і знаходиться ближче до Чукотського півострова, ніж до Аляски. Вважається що острів є останнім залишком перешийка над рівнем моря, що з'єднував в епоху плейстоцену Євразію і Америку. Це шостий за величиною острів у Сполучених Штатах та сто тринадцятий за величиною острів у світі.
Довжина острова — 145 км, ширина — від 13 до 36 км, площа — 4640,12 км². Найвища точка — 672 м — гора Атук. На острові немає повноцінних дерев, чагарники представлені арктичною вербою не більше 30 см заввишки. Велика кількість морських птахів і морських ссавців, викликано впливом Анадирської течії, яка приносить холодні багаті поживними речовинами води. Південніше острова знаходиться постійна ополонка: панівні північні і східні вітри відганяють лід від берега.
На острові живуть в основному ескімоси.